# Os fins justificam os meios

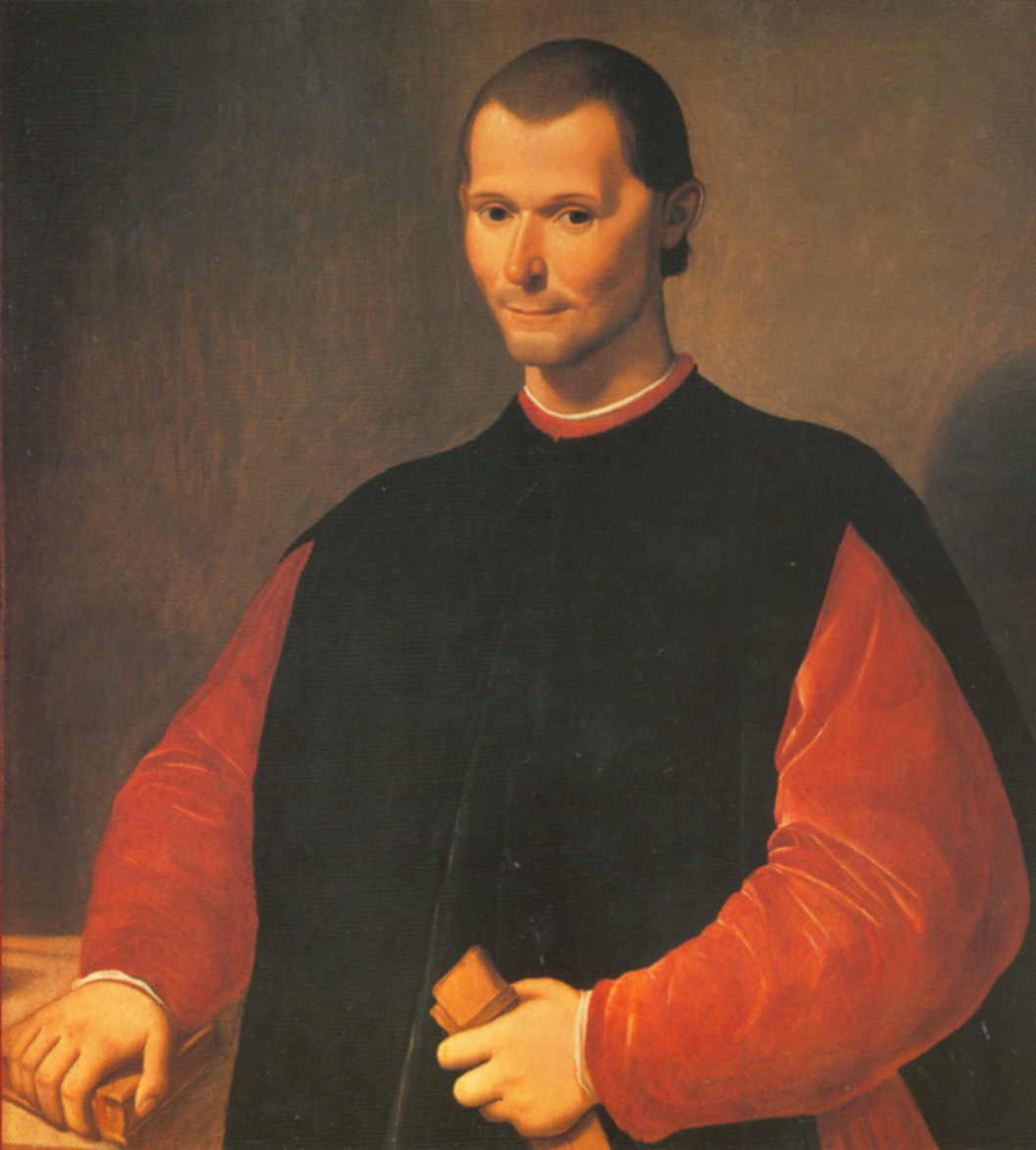
Nicolau Maquiavel

"O fim justifica os meios" ou "os fins justificam os meios" é uma paráfrase erroneamente atribuída a Nicolau Maquiavel, significando que se os objetivos forem importantes o suficiente, qualquer método para os atingir é aceitável. A frase também é atribuída a Ovídio, na obra Heroides, que escreveu exitus acta probat ("o sucesso valida o ato").
Significa que os governantes  devem estar acima da ética dominante para manter ou aumentar seu poder. Popularmente, a frase é também usada como justificativa do emprego de expedientes desonestos ou violentos para a obtenção de determinado fim, supostamente legítimo.
A afirmação seria também oposta à doutrina cristã, que diz exatamente o contrário: "Não se pode justificar uma ação má com boa intenção. O fim não justifica os meios."